# Forsbacka
Den här artikeln handlar om Forsbacka i Gävle kommun. För andra betydelser, se Forsbacka (olika betydelser).

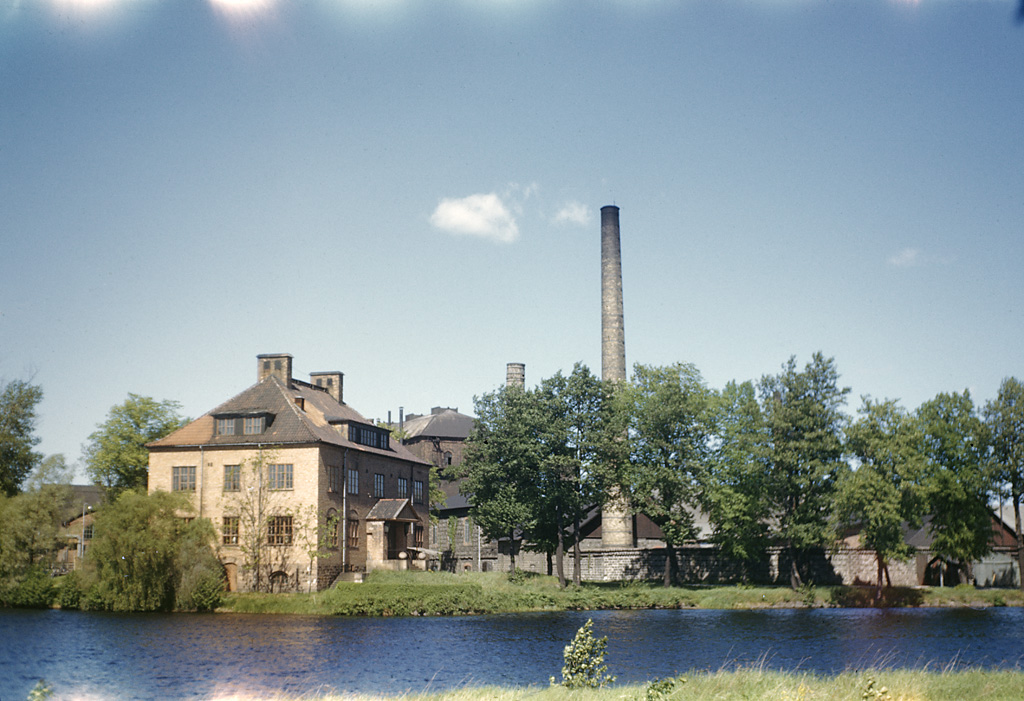
Forsbacka bruk vid Gavleån 1949.
Foto: Fredrik Bruno
Källa: Riksantikvarieämbetet

Forsbacka är en tätort i Gävle kommun, belägen vid Storsjöns utlopp i Gavleån cirka 1,5 mil väster om Gävle och cirka 6 km öster om Sandviken.
Av bruksindustrin på orten drivs ett kulvalsverk vidare. Det finns också företag av avknoppningskaraktär som sysslar med sådant som skrothantering, industriservice och äggproduktion. Lokalerna i Nya verket där Ovako den sista februari 2017 lade ner tillverkningen har förvärvats av stålföretaget IPCO som har verksamhet i Sandviken. I Margretehill finns en deponi- och återvinningsanläggning med biogasproduktion. En stor del av befolkningen pendlar till Valbo, Gävle eller Sandviken.

## Etymologi
Ortnamnet betyder backen vid forsen eller forsarna och finns belagt från 1551, då kronan och bönderna i omkringliggande byar hade ålhus i ån.

## Historia
Samhället norr om strömmen med bostadshus, skola, handelslokaler, baptistkapell med mera skapades huvudsakligen efter bildandet av Forsbacka Jernverks AB år 1870. Från 1945 har nästan alla de gamla husen ersatts med nya. De första nya byggnaderna var konsumhallen och ett annat hus med affärslokaler, post och bostäder nära sjön. Samtidigt tog kommunen alltmer över ansvaret för bostadsförsörjning och samhällsservice från bolaget. Från denna period härrör också den nya kyrkan (1965). Idrottsplatsen Mariehov anlades 1940 efter den gamla vägen till järnvägsstationen vid Margretehill.
Orten expanderade också söder om ån där annars främst herrgården var belägen. I det område som kallas byn och låg på ägor som hörde till Ytterhärde bodde en del av brukets anställda, men bolaget kontrollerade inte all mark vilket gjorde att handlare och andra småföretagare etablerade sig. Här låg också ett missionskapell  (1867) och från 1906 Folkets hus. Byggnaden var ursprungligen planerad av Forsbacka godtemplare som föreningshus, men socialdemokratiska ungdomsklubbens medlemmar tilläts redan från början att teckna andelar i byggnadsföreningen. I källaren hade också Konsum sin första lokal. I byn fanns tidigare också en biograf, Biografpalatset.
Något senare började många arbetare arrendera skogstomter kring Storsjön för sommarstugor. Dessa är numera inte sällan avsedda för permanent boende. På en udde i Storsjön avgränsade SCB år 2010 en separat småort med namnet Heliga landet.
Egnahemsbebyggelse växte först upp i Svartbergsområdet och på 1950-talet intill landsvägen och Storägan öster om herrgårdsparken där det sedan gammalt också fanns viss bebyggelse. I början av 1930-talet hade en bro byggts över sundet mellan ån och sjön för landsväg till Sandviken.
En av järnverkets specialprodukter var ihåligt borrstål, och den nya ägaren Fagersta Bruks AB hade 1929 koncentrerat sin borrstålstillverkning till Forsbacka. 1978 förvärvade emellertid Sandvik AB:s ägare Kinnevik aktiemajoriteten i Fagerstakoncernen och flyttade tre år senare produktionen av ihåligt borrstål till närbelägna Sandviken. Personalen minskades kraftigt med 191 personer, men det stora och relativt nya valsverket (1963) behölls tillsvidare för andra valsningsarbeten. När Kinnevik sedan upplöste Fagerstakoncernen 1984 drevs Forsbacka med viss framgång som självständigt bolag till 1989 då valsverket stängdes. Därefter har Ovako haft en vidareförädlingsenhet på platsen (kapning, svarvning, värmebehandling av stångstål) som 2017 delvis övertogs av nybildade Forsbacka kulverk AB. De äldre anläggningarna är sedan 1992 ett museum där Stiftelsen Forsbacka bruk anordnar visningar och samtida konstutställningar med mera på somrarna.

### Befolkningsutveckling
| Befolkningsutvecklingen i Forsbacka 1950–2020 | Befolkningsutvecklingen i Forsbacka 1950–2020 | Befolkningsutvecklingen i Forsbacka 1950–2020 | Befolkningsutvecklingen i Forsbacka 1950–2020 | Befolkningsutvecklingen i Forsbacka 1950–2020 |
| --------------------------------------------- | --------------------------------------------- | --------------------------------------------- | --------------------------------------------- | --------------------------------------------- |
|                                               |                                               |                                               |                                               |                                               |
| År                                            |                                               |                                               | Folkmängd                                     | Areal (ha)                                    |
| 1950                                          | 1950                                          |                                               | 2 049                                         |                                               |
| 1960                                          | 1960                                          |                                               | 2 222                                         |                                               |
| 1965                                          | 1965                                          |                                               | 2 255                                         |                                               |
| 1970                                          | 1970                                          |                                               | 2 168                                         |                                               |
| 1975                                          | 1975                                          |                                               | 1 857                                         |                                               |
| 1980                                          | 1980                                          |                                               | 1 839                                         |                                               |
| 1990                                          | 1990                                          |                                               | 1 795                                         | 165                                           |
| 1995                                          | 1995                                          |                                               | 1 774                                         | 171                                           |
| 2000                                          | 2000                                          |                                               | 1 716                                         | 171                                           |
| 2005                                          | 2005                                          |                                               | 1 748                                         | 171                                           |
| 2010                                          | 2010                                          |                                               | 1 702                                         | 172                                           |
| 2015                                          | 2015                                          |                                               | 1 754                                         | 188                                           |
| 2020                                          | 2020                                          |                                               | 1 759                                         | 190                                           |
|                                               |                                               |                                               |                                               |                                               |

På en udde i Storsjön avgränsade SCB år 2010 en separat småort med namnet Heliga landet och småortskod S7144, vilken från 2015 klassas som del av denna tätort.

## Musik i Forsbacka
Bruksorter hade i äldre tid ofta ett musikliv som kunde mäta sig med städernas. I Forsbacka kom det att få betydelse att en präst, Eric Gustaf Östberg, anställdes 1840. Funboprästen Johan Dillners idé att bilda en kyrkokör där sångarna lärt sig stämmorna med hjälp av det ensträngade instrumentet psalmodikon och siffror istället för noter spred sig till bruken i Österby, Gysinge och Forsbacka. Kören sjöng för blivande kung Karl XV när denne besökte Forsbacka 1858 och gav en konsert i Storkyrkan i Gävle. Kyrkokören hör därmed till de äldsta i landet. 1961 startade kantor Börje Forsell Lilla kören, från 1968 kallad Forsbacka Kammarkör, som är en av traktens främsta körer. Den övar numera i Gävle.
Flera medlemmar av släkten Lundeberg, som ägde Forsbacka mellan 1870 och 1906, var musikintresserade. Disponenten och statsministern Christian Lundeberg kom som barn i kontakt med Östbergs sångövningar. Som ung bruksförvaltare i Oslättfors 1864 anordnade han en konsert med tolv sångare från Gävle till förmån för brukets fattiga. I Forsbacka låg han förmodligen bakom bildandet av bruksorkestern, en sextett med trumslagare. Från 1890-talet har orkestern stått för musiken vid det folkliga midsommarfirandet och tidigare också för musiken vid dansbanan. 1928 startade Nykterhetsorganisationen Verdandi en dubbelt så stor blåsorkester som var anlitad i hela trakten, och från 1934 och ett tiotal år framåt hade orten en symfoniorkester, Forsbacka ABF:s musikcirkel. Den leddes först av kantor Emanuel Rönnås. Orkestern framträdde ibland med kör och hade professionella artister som gäster. Föreläsningsföreningen hade tidigare anordnat besök av orkesterföreningen i Gävle.
På 1970- och 80-talen blev Gävle kommun en viktig aktör i musiklivet, särskilt genom det kulturpolitiska Forsbackaprojektet som syftade till att engagera invånare i alla åldrar i skapande verksamhet. Under dessa decennier fanns förutom bruksorkestern en stråkorkester, rockband, countryband, musicalgrupper, kyrkomusikensembler m. m. 1976-77 ordnades på privat initiativ countrymusikfestivaler.

## Forsbacka i Ingmar Bergmans produktion
Ingmar Bergmans TV-serie Den goda viljan handlar till stor del om när regissörens far Erik Bergman var präst i Forsbacka 1913-18. Serien bygger på brev, foton och dagböcker efter föräldrarna som också finns utgivna (av Birgit Linton-Malmfors). I manuset kallas orten Forsboda och inspelningen gjordes inte i Forsbacka eftersom Bergman tyckte att för mycket hade förändrats där. Redan i filmen Nattvardsgästerna hade Bergman använt ett liknande ämne. I denna film användes för studioinspelningen en predikstol och några andra kyrkoinventarier som under faderns tid inköptes till Forsbacka på förslag av arkitekten Sigurd Lewerentz. De kom ursprungligen från Hallaryd i Småland. Avsikten var att de skulle sättas upp i en ny kyrka, vilket skedde först 1965. Avsnittet om balen i Astrid Lindgren-filmen Du är inte klok, Madicken är inspelat på Forsbacka Wärdshus, som ligger granne med prästgården.

## Idrott
Skidintresserade personer slöt sig 1899 samman till en idrottsklubb som bestod ett tiotal år. En av dem var sedermera disponenten Axel Fornander. Nuvarande Forsbacka IK kom till 1918. Till en början var man inriktad på fotboll och skaffade en idrottsplats för den sporten. Det var dock främst genom sitt bandylag klubben fick framgångar och gjorde sig känd. Bandyn infördes 1922 genom personer som bott i eller flyttat från Västmanland.
Sammanlagt har klubben spelat 16 allsvenska säsonger och kom som bäst tvåa i sin grupp efter IK Huge år 1940. Division två har man vunnit flera gånger. År 2006 tvingades man av ekonomiska skäl att tacka nej till kvalspel till division ett. 1923 började Einar Ask, som bland annat fått utmärkelsen Sveriges bäste bandyspelare, att spela i klubbens B-lag. En annan framstående idrottsman i både bandy och fotboll är Sigvard Parling som var med i silverlaget i VM 1958.
Damer och enstaka damlag tävlade på 1920-talet för klubben i skidåkning. På 1950-talet blev handboll damernas främsta sportgren. 1968 byggdes Forsbackahallen där hemmamatcherna äger rum. Handbollslaget har som bäst spelat i division ett.

## Kommunikationer
Motorvägen E16 går strax utanför Forsbacka.
Forsbacka har endast en busslinje, vilket utgörs av Stadsbussarnas linje 91 som går mellan Gävle/Valbo och Sandviken via landsvägen som går parallellt med motorvägen, den går som tätast varje timme åt båda hållen, annars varannan timme.

## Kända personer förknippade med Forsbacka
- Melker Andersson, kock känd från TV
- Einar Ask, bandyspelare
- Rut Berggren, författare
- Lasse Forsberg, TV-regissör
- Thobias Fäldt, fotograf
- Ernst Hård, bandyspelare känd från OS
- Gösta Kriland, imaginist och bokillustratör
- Christian Lundeberg, brukspatron och statsminister
- Ulrica Messing, bosatt här då hon var statsråd (s)
- Sigge Parling, fotbollsspelare, bandyspelare, ishockeyspelare
- Lars Göran Persson, skådespelare